# Stora Skärsjön, Hälsingland
Stora Skärsjön är en sjö i Hudiksvalls kommun i Hälsingland och ingår i Delångersåns huvudavrinningsområde. Sjön har en area på 0,19 kvadratkilometer och ligger 44 meter över havet.

## Delavrinningsområde
Stora Skärsjön ingår i det delavrinningsområde (684085-156635) som SMHI kallar för Mynnar i Delångersån (Dämn.Omr). Medelhöjden är 49 meter över havet och ytan är 1,07 kvadratkilometer. Det finns inga avrinningsområden uppströms utan avrinningsområdet är högsta punkten. Vattendraget som avvattnar avrinningsområdet har biflödesordning 2, vilket innebär att vattnet flödar genom totalt 2 vattendrag innan det når havet efter 9,5 kilometer. Avrinningsområdet består mestadels av skog (74 procent). Avrinningsområdet har 0,19 kvadratkilometer vattenytor vilket ger det en sjöprocent på 17,4 procent.